# ۱۰ ربیع‌الاول
۱۰ ربیع‌الاول، دهمین روز ماه ربیع‌الاول در تقویم هجری قمری است.
در تقویم هجری قمری قراردادی این روز ۷۰مین روز سال است.

## وقایع
- ۴۳ پیش از هجرت - مرگ عبدالمطلب.
- ۲۰۱ - وفات فاطمه معصومه دختر موسی بن جعفر (هفتمین امام شیعیان).